# Ableptina
Ableptina — рід метеликів з підродини совок-п'ядунів який зустрічається в Західній Африці та Сан-Томе.

## Систематика
У складі роду:
- Ableptina delospila Prout 1927
- Ableptina nephelopera Hampson 1909
- Ableptina nubifera Hampson